# كمنسيل دموي
كمنسيل دموي (الاسم العلمي:Cumminsiella sanguinea) هو نوع من الفطريات يتبع جنس الكمنسيل من الفصيلة الشقرانية.